# Нагорное (Владимирская область)
Нагорное — деревня в Судогодском районе Владимирской области России, входит в состав Лавровского сельского поселения.

## География
Деревня расположена на берегу речки Синеборка в 15 км на северо-восток от центра поселения деревни Лаврово и в 19 км на север от райцентра города Судогда.

## История
В XIX — первой четверти XX века деревня входила в состав Даниловской волости Судогодского уезда, с 1926 года — в составе Второвской волости Владимирского уезда. В 1859 году в деревне числилось 24 дворов, в 1905 году — 60 дворов, в 1926 году — 77 хозяйств.
С 1929 года деревня являлась центром Нагорского сельсовета Судогодского района, с 1940 года — в составе Даниловского сельсовета, с 1959 года — в составе Чамеревского сельсовета, с 2005 года — в составе Лавровского сельского поселения.

## Население
| 1859 | 1905 | 1926 |
| ---- | ---- | ---- |
| 225  | 327  | 301  |

| 1859 | 1905 | 1926 | 2002 | 2010 | 2021 |
| ---- | ---- | ---- | ---- | ---- | ---- |
| 225  | ↗327 | ↘301 | ↘5   | ↘1   | ↗13  |